# Guiglo
Guiglo este un oraș din vestul statului Coasta de Fildeș. Este reședința regiunii Moyen-Cavally.